# Сидорова Валентина Василівна
Валентина Василівна Сидорова (4 травня 1954 , Москва  — 9 червня 2021 , Москва ) — радянська фехтувальниця на рапірах, олімпійська чемпіонка 1976 року, срібна призерка Олімпійських ігор 1980 року, багаторазова чемпіонка світу.

## Виступи на Олімпіадах
| Олімпіада     | Дисципліна           | Місце |
| ------------- | -------------------- | ----- |
| Монреаль 1976 | індивідуальна рапіра | 7     |
| Монреаль 1976 | командна рапіра      | 1     |
| Москва 1980   | індивідуальна рапіра | 13    |
| Москва 1980   | командна рапіра      | 2     |